# Manisa Doruk Koleji SK
Manisa Doruk Koleji SK (pełna nazwa Manisa Doruk Koleji Satranç Kulübü, w latach 2012–2017 jako T.S. Alyans Satranç Spor Kulübü) – klub szachowy z siedzibą w Manisie, mistrz Turcji w 2010 roku.

## Historia
Klub został założony w 2005 roku pod nazwą Manisa Doruk Koleji Satranç Kulübü. W 2007 roku klub zadebiutował w Pucharze Europy, w którym wygrał trzy mecze (m.in. z wyżej notowanymi Matinkylän Shakkikerho i Homburgiem Apeldoorn) i osiągając 31. miejsce w rozgrywkach. Rok później zespół zdobył wicemistrzostwo Turcji. Sezon 2009 zespół zakończył na trzecim miejscu w lidze. Rok później klub zdobył mistrzostwo kraju. Kadrę drużyny stanowili wówczas m.in. Aleksandr Łastin, Boris Sawczenko, Anna Uszenina, Siergiej Nadyrchanow i Tatjana Stiepowa. Klub wystartował także w Pucharze Europy, zwyciężając w trzech spotkaniach i zajmując 37. pozycję. W 2011 roku zespół był piąty w krajowych mistrzostwach. W 2012 roku nastąpiła zmiana nazwy na T.S. Alyans Satranç Spor Kulübü. Sezon 2013 zespół ukończył na szóstym miejscu. W latach 2015–2016 uzyskano czwartą pozycję w lidze. Sezon 2017 ukończono na piątym miejscu. W 2018 roku zespół nie przystąpił do rozgrywek Süper Satranç Ligi.

## Arcymistrzowie w historii klubu
- David Antón Guijarro[15]
- Ferenc Berkes[16]
- Ding Liren[17]
- Burak Fırat[15]
- Kıvanç Haznedaroğlu[17]
- Aleksandr Łastin[7]
- Rauf Məmmədov[18]
- Siergiej Nadyrchanow[7]
- Boris Sawczenko[18]
- Marie Sebag[17]
- Aleksandr Szimanow[19]
- Aryan Tari[20]
- Anna Uszenina[16]
- Wei Yi[17]